# Schizonycha lepichaeta
Schizonycha lepichaeta är en skalbaggsart som beskrevs av Moser 1914. Schizonycha lepichaeta ingår i släktet Schizonycha och familjen Melolonthidae. Inga underarter finns listade i Catalogue of Life.